# Zé Sérgio
José Sérgio Presti, detto Zé Sérgio (San Paolo, 8 marzo 1957), è un ex calciatore brasiliano.

## Caratteristiche tecniche
Veloce e con una grande abilità nel dribbling, fu tormentato nel corso della sua carriera da numerosi infortuni. Zé Sérgio fu eletto nel 1980 miglior giocatore del Brasile.

## Carriera

### Club
Iniziò a giocare nelle giovanili del San Paolo, grazie a suo cugino Rivelino. Giocò un ruolo importante durante il Campeonato Paulista 1980, giocando come ala sinistra, ma rimase fermo due mesi per infortunio durante il Campeonato Paulista 1981, dopo essersi rotto il braccio destro in una partita contro la Nazionale di calcio del Messico, a Los Angeles. Durante la prima partita dopo l'infortunio, contro il Noroeste, al Pacaembu, subì un fallo e cadde sul braccio, rompendoselo nuovamente. Rimasto fuori per il resto della stagione, fu sostituito da Mário Sérgio. L'anno successivo, un altro infortunio lo tenne fuori dal campionato del mondo 1982.

### Dopo il ritiro
Dopo essersi ritirato, con il denaro accumulato dal periodo in Giappone, Zé Sérgio creò una scuola calcio a Vinhedo. Nel 2003, ricevette un'offerta per entrare nello staff delle giovanili del San Paolo. Nel 2007 e nel 2008, allenò la selezione Under-17 tricolor del San Paolo. Fu una figura significativa per il debutto di Breno e di Denílson.

## Palmarès

### Club

#### Competizioni nazionali
- Campionato brasiliano: 1

San Paolo: 1977
- Campionato paulista: 2

San Paolo: 1980, 1981
- Campionato Carioca: 1

Vasco da Gama: 1987